# Cirimido
Cirimido ist eine norditalienische Gemeinde (comune) in der Provinz Como in der Lombardei. Die Gemeinde liegt etwa 13,5 Kilometer südsüdwestlich von Como.

## Lage und Einwohner
Die 2161 Einwohner (Stand 31. Dezember 2023) zählende Gemeinde Cirimido liegt rund 18 Kilometer südwestlich von der Provinzhauptstadt Como in einer Ebene, die die quartären Gletscher hinterlassen haben, die von den Bergen des Comer Sees herabstiegen.
Die Nachbargemeinden sind Fenegrò, Guanzate, Lomazzo und Turate.

## Geschichte
Das Gemeindegebiet war schon in der Antike besiedelt. Der Ursprung ist ungesichert.

## Verkehr
Östlich der Gemeinde führt die Autostrada A9 von Lainate zur Schweizer Grenze.

## Sehenswürdigkeiten
- Pfarrkirche Tutti i Santi[2]
- Wallfahrtskirche Beata Vergine delle Grazie[3]